# Jácana
Jácana es un barrio ubicado en el municipio de Yauco en el Estado Libre Asociado de Puerto Rico. En el Censo de 2010 tenía una población de 1690 habitantes y una densidad poblacional de 262,79 personas por km².

## Geografía
Jácana se encuentra ubicado en las coordenadas 18°1′54″N 66°50′3″O / 18.03167, -66.83417. Según la Oficina del Censo de los Estados Unidos, Jácana tiene una superficie total de 6.43 km², de la cual 6.43 km² corresponden a tierra firme y (0.04%) 0 km² es agua.

## Demografía
Según el censo de 2010, había 1690 personas residiendo en Jácana. La densidad de población era de 262,79 hab./km². De los 1690 habitantes, Jácana estaba compuesto por el 70.83% blancos, el 6.21% eran afroamericanos, el 0.18% eran amerindios, el 0.24% eran asiáticos, el 11.95% eran de otras razas y el 10.59% pertenecían a dos o más razas. Del total de la población el 99.11% eran hispanos o latinos de cualquier raza.